# Aleksander Jasiński (1823–1897)
Aleksander Florenty Jasiński h. Sas (ur. 23 lutego 1823 w Wólce Grądzkiej, zm. 21 lutego 1897 we Lwowie) – prezydent Lwowa (1873-1880), poseł do Sejmu Krajowego Galicji III i IV kadencji (1872-1882), notariusz.

## Rodzina
Urodził się w rodzinie Józefa, dzierżawcy Woli Grądzkiej i Florentyny z Lewartowskich h. Lewart. W wieku siedmiu lat został osierocony przez rodziców. Wychowywał się u dziadka Jana barona Lewartowskiego w Raju koło Brzeżan. W 1857 poślubił Marię Śląską, z którą miał sześcioro dzieci: Zofię, Marię, Zygmunta – ministra kolei, Stanisława – radcę Sądu Krajowego, Aleksandra, Franciszka – adwokata.

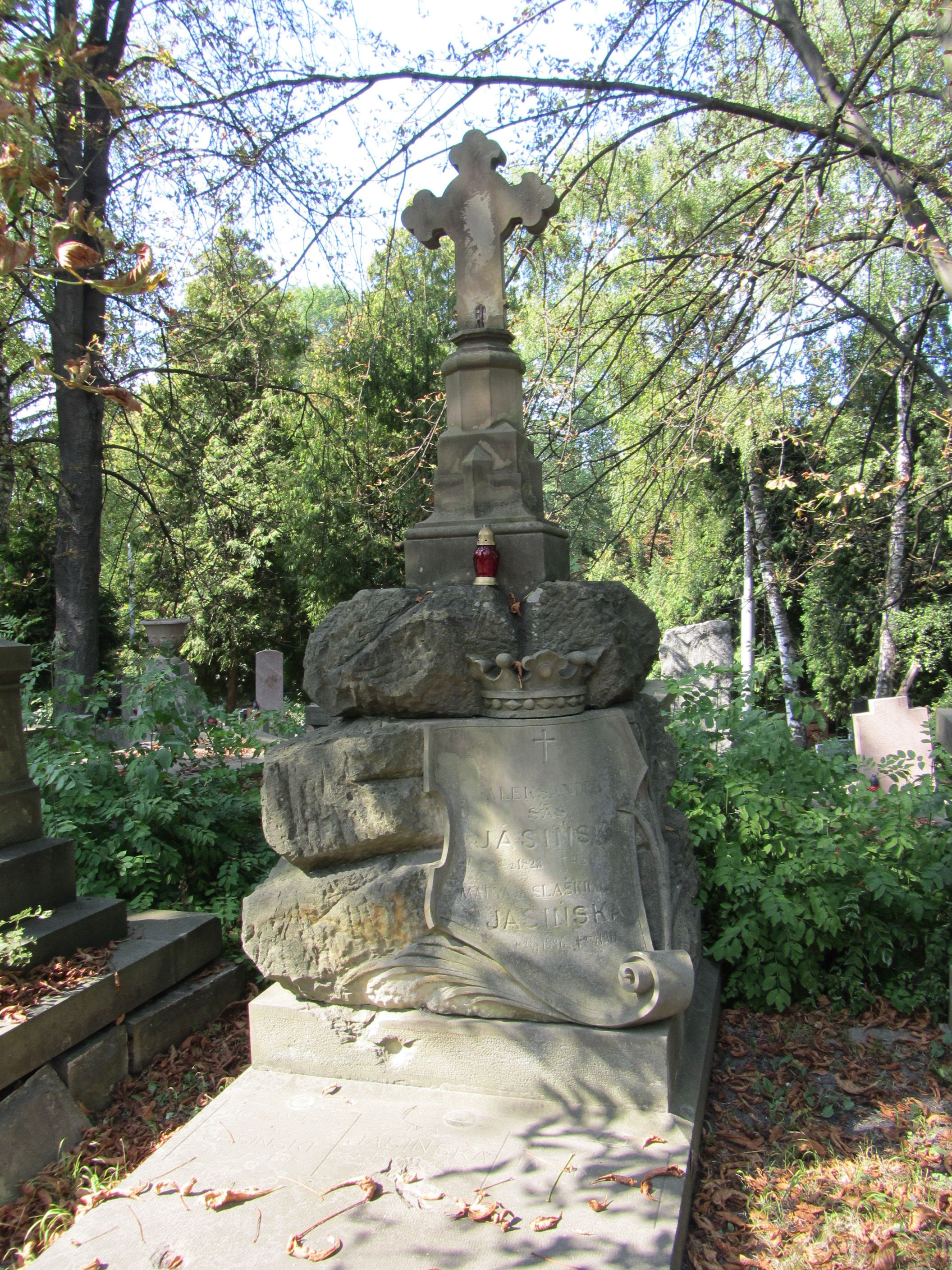
Grób na Cmentarzu Łyczakowskim

## Edukacja i praca zawodowa
Uczęszczał do C. K. gimnazjum w Brzeżanach Gimnazjum w Buczaczu, gdzie zdał maturę w 1842. Ukończył prawo na Uniwersytecie Franciszkańskim we  Lwowie. Pracował na różnych szczeblach sądownictwa i prokuratury państwa. Mianowany notariuszem, w 1862 otworzył własną kancelarię prawniczą we Lwowie, którą kierował do końca życia. W 1868 wszedł do Rady gminnej (miejskiej) Lwowa, a w 1871 został wiceprezydentem miasta. 29 października 1872 wybrany posłem do Sejmu Krajowego (III kuria obwodu Lwów, okręg wyborczy Miasto Lwów) na miejsce Hermana Frankla. 11 czerwca 1873 Rada Miejska powierza mu po raz pierwszy urząd prezydenta miasta (następnie w 1874 i 1877). W lutym 1880, wobec braku elekcji do Rady, zrzekł się urzędu. Pełnił również funkcje prezydenta Izby Notarialnej (1892), naczelnego dyrektora Galicyjskiej Kasy Oszczędności (1893).

## Odznaczenia
19 stycznia 1880 roku, w uznaniu zasług na rzecz miasta, otrzymał honorowe obywatelstwo, a 31 marca tegoż roku otrzymał od cesarza Franciszka Józefa Order Żelaznej Korony III klasy.